# X-Plane
X-Plane ist ein Flugsimulator für Heimcomputer, der vom US-amerikanischen Softwareentwickler Laminar Research entwickelt wurde und sowohl unter Windows, als auch unter macOS und Linux läuft. Außerdem sind Versionen für die Mobilplattformen Android und iOS verfügbar. Die mittlerweile in Version 12 erschienene Software hat sich spätestens seit den 2010er Jahren sukzessive zur bedeutendsten Alternative zum Microsoft Flight Simulator im Bereich der Desktop-Flugsimulatoren entwickelt. X-Plane bot unter anderem als erster Simulator Straßenverläufe auf Basis von OpenStreetMap-Daten, ein dynamisches Beleuchtungssystem für sämtliche Lichtquellen und die Echtzeitberechnung der auf die gesamte Flugzeugoberfläche wirkenden physikalischen Kräfte.
Wie bei modernen Flugsimulationen üblich, ist ein Befliegen der gesamten Erde im 1:1-Maßstab mit fast allen weltweit existierenden Flughäfen (über 37.000) möglich, wobei sowohl die Welt als auch die Objekte mithilfe von automatischer Generierung auf Basis von Geodaten erstellt werden. Neben in der Basisversion mitgelieferten Flugzeugen und Flughäfen gibt es zahlreiche kostenlose und kostenpflichtige Zusatzinhalte von Drittanbietern und Mitgliedern der Community im Internet zum Herunterladen.

## Besonderheiten
Das Flugverhalten verschiedener Flugobjekte wird genau modelliert, indem für alle Oberflächen ständig Vektoren der auftretenden Kräfte berechnet werden. Dies wird durch die Nutzung der Blattelementtheorie (englisch: Blade Element Theory) ermöglicht. Daher wird das Programm von kleinen Flugzeugbauern zur Entwicklung realer Flugzeuge genutzt (z. B. bei der Entwicklung des SpaceShipOne).

## Editoren und Schnittstellen
Jede Version von X-Plane wird mit Zusatzprogrammen geliefert. So kann man z. B. mit Plane Maker sein eigenes Flugzeug entwickeln und im Simulator auf seine Flugfähigkeit überprüfen.
Mitgelieferte Editoren sind:
- Flugzeugeditor (Plane Maker)
- Szenerieeditor (WorldEditor, nicht in Version 10 enthalten)
- Tragflächenprofileditor (Airfoil Maker)
- Flugplaner (Briefer, nicht in Version 10 enthalten)

Der Szenerieeditor ist seit längerem nicht mehr weiterentwickelt worden und wegen vieler Änderungen, die mit Version 8 gekommen sind (Szenerieformat etc.), in seinen Fähigkeiten sehr eingeschränkt. In der Version 9 sind die Szeneriewerkzeuge wieder nutzbar und vor allem stark erweitert. In Version 10 ist dieser Editor nicht mehr enthalten.
Um dieses Problem in den Griff zu bekommen, entwickelten viele Nutzer selbst Werkzeuge für spezifische Aufgaben, z. B. Geländetexturierung und stellten diese auch in den einschlägigen X-Plane-Foren zur Verfügung.
Des Weiteren können hunderte Flugzeuge und Szenerien kostenlos aus dem Internet heruntergeladen werden. Es ist mit Hilfe der Programme xPilot und X-IvAp möglich, den Simulator mit einem Online-Netzwerk wie Vatsim oder IVAO zu verbinden. Diese Netzwerke verbinden interessierte Piloten aus der ganzen Welt miteinander und bieten eine realitätsnahe Simulation der kommerziellen Luftfahrt, bei der echte Menschen als Fluglotsen agieren.

## Flugphysik, Avionik und simulierte Welt
X-Plane kann unter anderem Wetterdaten herunterladen und diese in regelmäßigen Zeitabständen aktualisieren (15 Minuten und länger). Dargestellt werden kann eine Vielzahl von Wettereffekten wie Regen, Hagel und Schnee.
Die Höhendaten (SRTM-Daten) der Shuttle Radar Topography Mission (STS-99) sind als Global Scenery auf 7 DVDs erhältlich.
Die Start- und Landebahneigenschaften sind veränderlich durch Nässe, Schnee und Eis, die auch stellenweise simuliert werden können.
Zudem ist der Straßenverkehr beweglich.
Simuliert werden über 40 Systeme mitsamt frei definierbaren Ausfallwahrscheinlichkeiten. Auch Vogelschlag kann simuliert werden, besonders in der Nähe von Flughäfen.
Außerdem können verschiedene Flugsysteme simuliert werden:
- Segelflug mit Thermik
- Simulation von Unterschall- und Überschallflugdynamik
- Simulation von Fly-by-wire-Systemen (mit kostenlosem Plugin)

Bis zu einer Höhe von 400.000 Fuß (ca. 130 km) gibt es eine Modellierung der Erdatmosphäre.
Turbulenzen, Bodeneffekte, Luftschraubenstrahlen und Abwinde werden simuliert, und der Flugzustand und die Physik bzw. Kräftevektoren des Modells, wie Schub-, Luftwiderstands- und Auftriebskräfte werden visualisiert.

## Fahrzeugtypen
X-Plane simuliert unterschiedliche Flugzeug- und Fahrzeugtypen:
| Flugzeug                  | Genre            | v10  | v11  |
| ------------------------- | ---------------- | ---- | ---- |
| Boeing 747-400            | Großraum         | ja   | ja   |
| Boeing 747-100            | Großraum         | ja   | ja   |
| Boeing 777-200            | Großraum         | ja   | nein |
| Boeing 737-800            | Großraum         | nein | ja   |
| McDonnell Douglas MD-80   | Großraum         | nein | ja   |
| C-130                     | Großraum         | ja   | ja   |
| KC-10                     | Großraum         | ja   | ja   |
| F-4                       | Kampfflugzeug    | ja   | ja   |
| FA-22                     | Kampfflugzeug    | ja   | nein |
| Viggen JA37               | Kampfflugzeug    | ja   | nein |
| Baron B58                 | Zivil            | ja   | ja   |
| Cessna 172SP              | Zivil            | ja   | ja   |
| Cirrus SF 50              | Zivil            | ja   | ja   |
| Columbia-400              | Zivil            | ja   | ja   |
| King Air C90B             | Zivil            | ja   | ja   |
| P180                      | Zivil            | ja   | nein |
| Stinson L5                | Zivil            | ja   | ja   |
| ASK21                     | Segelflugzeug    | ja   | ja   |
| Bell 206                  | Hubschrauber     | ja   | nein |
| Robinson R22              | Hubschrauber     | ja   | nein |
| Sikorsky S-76             | Hubschrauber     | nein | ja   |
| B52                       | Mega Plane       | ja   | ja   |
| SR-71                     | Mega Plane       | ja   | ja   |
| GP PT 60                  | Ferngesteuert    | ja   | nein |
| Raptor 30                 | Ferngesteuert    | ja   | nein |
| Canadair CL-415           | Wasserflugzeug   | ja   | nein |
| Space Shuttle (Endeavour) | Raumfahrzeug     | ja   | ja   |
| Marine Sea Harrier        | Senkrechtstarter | ja   | nein |
| X-15                      | Experimentell    | ja   | ja   |

Darüber hinaus sind als kommerzielle Erweiterungen, als Enthusiasten-Projekte oder als freeware weitere Flugzeuge verfügbar, so z. B.
- Senkrechtstarter (Harrier, V22 Osprey, F35)
- Hubschrauber (EC 120, Hughes 500D, Chinook CH47D)
- Luftschiffe (Hindenburg)
- Segelflugzeuge (L 23 Super Blanik, Grob G 103)
- Modellflugzeuge
- Passagierflugzeuge (Airbus A300, Airbus A310, Airbus A320 Familie, Airbus A330, Airbus A340, Airbus A350, Airbus A380)
- Autogyros (RAF2000)
- Militärflugzeuge (Eurofighter Typhoon, A-10 Thunderbolt, Suchoi Su-37, MiG-25)
- Bodenfahrzeuge (VW Käfer)
- Wasserfahrzeuge (Schnellboote, Wasserflugzeuge)

## Beta-Versionen
Aktualisierungen des Simulators in Form von Beta-Versionen beinhalten oft deutliche Verbesserungen und Erneuerungen gegenüber der Stable-Version, z. B. umfangreichere Wettersimulation, Änderungen der Flugphysik usw.
Die Software kann mit einem kostenlosen Download-Manager aktualisiert werden. Beta-Versionen können bei eventuell auftretenden Fehlern problemlos wieder rückgängig gemacht werden, indem die aktuelle Stable-Version automatisch beim Herunterladen darüber installiert wird.

## X-Plane 10
X-Plane 10 wurde am 7. Dezember 2011 veröffentlicht und stellte den bis dahin größten Entwicklungsschritt des Simulators dar, der bedeutende Verbesserungen in mehreren Bereichen, insbesondere bei der Grafik, den Flugdynamiken und der Darstellung der Welt brachte. So wurde die Darstellung der Städte durch OpenStreetMap-Daten und eine Platzierung von Gebäuden, Straßen und Vegetation durch AutoGen-Funktionen verbessert. Das neue HDR-Beleuchtungssystem berechnet jede einzelne Lichtquelle (Laternen, Landelichter, Pistenbeleuchtung etc.) und deren Einfluss auf die Umgebung, was auch Sonnenauf- und Untergänge visuell verbesserte. In X-Plane 10 wurden viele Flughäfen mit detaillierteren 3D-Gebäuden ausgestattet, was den Flughäfen ein realistischeres Aussehen verlieh, während X-Plane 9 in vielen Bereichen noch auf 2D-Flughäfen beschränkt war. Mithilfe des Scenery Gateway System gab es nun auch ein Tool, mit dem Community-Mitglieder die automatisch generierten Standardflughäfen manuell anpassen und verbessern konnten. X-Plane 10 brachte neue und verbesserte Standardflugzeuge mit, die in Bezug auf Detailreichtum und Realismus weit über den Modellen von X-Plane 9 lagen. Viele Flugzeuge hatten jetzt voll interaktive 3D-Cockpits.  Auch das Wettermodell wurde stark überarbeitet, sodass dynamische Wolkenschichten, Nebel, Niederschläge und Windbedingungen besser simuliert werden konnten. Seit Version 10.20 nutzt X-Plane nativ 64-Bit-Prozessoren, wodurch das Programm mehr als 4 GB Arbeitsspeicher nutzen kann. X-Plane 10 wurde am 17. Dezember 2014 unter dem Namen X-Plane 10 Mobile für iOS veröffentlicht, seit dem 16. Dezember 2015 ist auch eine Version für Android verfügbar.

## X-Plane 11
X-Plane 11 erschien am 25. November 2016 und führte eine komplett überarbeitete Benutzeroberfläche (UI) ein, wodurch das Menü und die Einstellungen übersichtlicher und visuell ansprechender dargestellt wurden. Daneben wurde zahlreiche graphische Verbesserungen implementiert, die unter anderem die Beleuchtung und Reflexionen betrafen. X-Plane 11 führte auch ein modernes Partikelsystem ein, das visuelle Effekte wie Rauch, Feuer, Regen, Triebwerksabgase und Staub realistischer darstellt. Die Darstellung der Standardflughäfen wurde ebenfalls weiter verbessert und der Flughafenbetrieb erweitert, sodass jetzt Bodenfahrzeuge wie Pushback-Trucks, Tankfahrzeuge und Gepäcklader realistischer auf dem Flughafen agieren. Als neue Standardflugzeuge kamen unter anderem eine Boeing 737-800 und eine McDonnell Douglas MD-80 hinzu. Ab Version 11.50 wurden die Grafikschnittstellen Vulkan und Metal implementiert, die eine modernere Alternative zur bisherigen OpenGL API bieten.

## X-Plane 12
Die aktuelle Version 12 wurde am 17. Dezember 2022 veröffentlicht und brachte als große Neuerung die visuelle Veränderung der Spielwelt entsprechend der Jahreszeiten, die verbesserte Wolkendarstellung durch Volumetrie, sowie eine verbesserte Wasserdarstellung bzw. Darstellung nasser Oberflächen. Die Darstellung von Wetterphänomenen wurde ebenfalls verbessert, einschließlich realistischerer Regen- und Schneeeffekte. Wichtigste Ergänzung bei den Standardflugzeugen ist der Airbus A330-300.

## Erweiterungen, Addons, Szenerien & Plugins
Für X-Plane gibt es zahlreiche kostenlose Erweiterungen, Add-ons, Szenerien und Plug-ins. Einige Erweiterungen sind jedoch nur über kommerzielle Anbieter gegen ein Entgelt erhältlich. Letztere sind in der Regel komplexer und ausgereifter als kostenlose Alternativen. Zu den häufigsten kostenlosen Erweiterungen zählen zusätzliche Szenerien, wie detailliert nachgebaute Flugplätze, Umweltverbesserungen (z. B. Lichtwirkungen, Wolkenformationen) und diverse Flugzeugtypen. Einige Firmen haben sich den Markt der Flugsimulatoren erschlossen und bieten hier ebenfalls verschiedene Verbesserungen für X-Plane an. Vor allem hochwertige Flugzeuge und umfangreiche internationale Flughäfen können gegen Bezahlung zusätzlich erworben werden.
Die Basisinstallation ist für manchen Neueinsteiger meist weniger beeindruckend, da X-Plane sich mehr auf die flugtechnischen Aspekte konzentriert als auf grafische High-End-Finessen. Werden jedoch verschiedene Erweiterungen und Plugins genutzt und miteinander kombiniert, so kann das Fliegen in X-Plane zu einer beeindruckend realistischen, grafischen und technischen Erfahrung werden.
Häufig genutzte Erweiterungen, Szenerien und Plugins in Deutschland sind: FF Library, FlyWithLua, Enhanced Runways, Enhanced Runway Lights, Europe Library von simHeaven, HD Mesh Scenery v3, OpenSceneryX, R2_Library, Real Terra Haze, RuScenery, SkyMaxx Pro v2, TAXI-HD Enhancement Pack, Tree Lines and Farms v2, World2XPlane und selbst generierte Fotoszenerien durch Ortho4xp,  X-Europe 5, BluFX. (Stand: Mai 2021, X-Plane 11.53, kein Anspruch auf Vollständigkeit)
Häufig genutzte Drittanbieterflugzeuge sind:
- JARdesign A320/A330
- Zibo 737-600/700/800/900
- Robin DR 401
- FlightFactor 757/767/777